# رمضان كاطع
رمضان كاطع هو ممثل وكاتب ومدير إنتاج ومنتج منفذ عراقي لأشهر الأفلام العراقية.

ولد ونشأ بالعراق، ويعد من بين أكبر الفنانين العراقيين خلال القرن العشرين، أنتج العديد من الأفلام ومثل في بعضها، كما كتب بعض الكتب، وهو زوج الفنانة سعدية الزيدي وأب مهند رمضان.

## أعماله

### التمثيل
عمل كممثل في أفلام:
- بيوت في ذلك الزقاق، عام 1977م.
- الاسوار، عام 1979م.
- عرس عراقي، عام 1988م.
- وجهان في الصورة، عام 1989م.

### الكتابة
إشترك في كتابة أفلام:
- المسألة الكبرى، عام 1983م.
- الفارس والجبل، عام 1987م.
- سحابة صيف، عام 1990م.

### الإنتاج
عمل منتج منفذ لأفلام:
- الفارس والجبل، عام 1987م.
- حب في بغداد، عام 1987م.
- شمسنا لن تغيب، عام 1987م.
- ستة على ستة، عام 1988م.
- شيء من القوة، عام 1988م.
- اللعبة، عام 1989م.
- وجهان في الصورة، عام 1989م.
- سحابة صيف، عام 1990م.

ومديراً للإنتاج في أفلام:
- الاسوار، عام 1979م.
- القناص، عام 1980م.
- القادسية، عام 1981م.
- المسألة الكبرى، عام 1982م.
- الحدود الملتهبة، عام 1984م.
- شيء من القوة، عام 1988م.
- عرس عراقي، عام 1988م.
- الملك غازي، عام 1993م.

### التأليف
- المسألة الكبرى، عام 1982م.
- الفارس والجبل، عام 1987م.[2]

## وفاته
في الـ23 مايو من عام 2021م، نعت نقابة الفنانين العراقيين في بيان رسمي رحيل الكاتب والمنتج السينمائي العراقي رمضان كاطع، الذي وافته المنية في سلطنة عُمان بعد معاناة طويلة مع المرض. وقالت النقابة في بيانها:
«بهذا المصاب تعزي نقابة الفنانين العراقيين زوجته الفنانة الكبيرة سعدية الزيدي، سائلين المولى أن يتغمده بواسع رحمته وأن يلهم ذويه ومحبيه وزملاءه الصبر والسلوان».